# 本岡類
本岡 類（もとおか るい、1951年〈昭和26年〉2月24日 -）は、日本の推理作家、小説家。日本文藝家協会会員。

## 略歴・人物
千葉県出身。本名、村岡清明。早稲田大学政治経済学部卒業。大学卒業後、出版社に勤めていた1981年に『歪んだ駒跡』にて第20回オール讀物推理小説新人賞を受賞、作家デビューした。千葉県船橋市在住。
代表的な著作2冊は、『介護現場は、なぜ辛いのか』（新潮社、2009年5月、ISBN 978-4-10-408304-6）および『愛の挨拶』（新潮社、2007年8月、ISBN 978-4-10-408303-9）である（2024年時点）。

## 作品リスト

### 小説
- 『飛車角歩殺人事件 タイトル戦で人が死ぬ』（講談社ノベルス） 1984年1月 ISBN 4-06-181097-9
- 『女流棋士殺人事件 将棋ミステリー』（講談社ノベルス） 1984年10月 ISBN 4-06-181149-5
- 『白い森の幽霊殺人』（カドカワノベルズ） 1985年3月 ISBN 4-04-777901-6 / 角川文庫） 1994年12月 ISBN 4-04-176402-5
- 『猫派犬派殺人事件』（フタバノベルス） 1985年7月 ISBN 4-575-00114-7 、のち双葉文庫 1987年10月 ISBN 4-575-50152-2
- 『南海航路殺人事件』（講談社ノベルス） 1985年8月 ISBN 4-06-181205-X
- 『武蔵野0.82t殺人事件』（カッパ・ノベルス） 1986年5月 ISBN 4-334-02651-6
- 『赤い森の結婚殺人』（カドカワノベルズ） 1986年8月 ISBN 4-04-777902-4
- 『大雪山 牙と顎の殺人』（カッパ・ノベルス） 1986年9月 ISBN 4-334-02668-0
- 『青い森の竜伝説殺人』（カドカワノベルズ） 1987年3月 ISBN 4-04-777903-2
- 『桜島1000キロ殺人空路』（講談社ノベルス） 1987年7月 ISBN 4-06-181313-7
- 『奈良「ささやきの小道」殺人』（講談社ノベルス） 1988年7月 ISBN 4-06-181373-0
- 『白い手の錬金術』（新潮ミステリー倶楽部） 1989年2月 ISBN 4-10-602709-7
- 『ウブドの花嫁 バリと四つの恋のミステリー』（角川文庫） 1990年1月 ISBN 4-04-176401-7
- 『一億二千万の闇』（講談社） 1990年4月 ISBN 4-06-204826-4
- 『成田空港 空白の殺人ダイヤ』（立風ノベルス） 1990年7月 ISBN 4-651-42028-1
- 『鎖された旅券』（文藝春秋） 1991年10月 ISBN 4-16-312830-1
- 『真冬の誘拐者』（新潮ミステリー倶楽部） 1993年1月 ISBN 4-10-602732-1
- 『ガラスの王』（実業之日本社） 1993年4月 ISBN 4-408-53195-2
- 『飛び鐘伝説殺人事件』（光文社文庫） 1993年7月 ISBN 4-334-71724-1
- 『秋の殺人者』（徳間書店） 1993年10月 ISBN 4-19-860005-8
- 『9人の仕事人（プロフェッショナル） ブラック・ミステリー集』（実業之日本社） 1993年12月 ISBN 4-408-53213-4
- 『斜め「首つりの木」殺人事件』（光文社文庫） 1994年1月 ISBN 4-334-71829-9
- 『透明な悪魔』（祥伝社） 1994年9月 ISBN 4-396-63070-0
- 『窒息地帯』（新潮社） 1995年11月 ISBN 4-10-408301-1
- 『水辺の通り魔』（角川書店） 1996年8月 ISBN 4-04-872990-X
- 『奥羽路七冠王の殺人』（ノン・ノベル） 1997年4月 ISBN 4-396-20588-0
- 『羊ゲーム』（集英社） 1997年6月 ISBN 4-08-775221-6
- 『花の罠 大和路・萩の寺に消えた女』（ノン・ノベル） 1997年12月 ISBN 4-396-20610-0
- 『神の柩』（講談社） 1999年3月 ISBN 4-06-209565-3
- 『「黒い箱」の館』（カッパ・ノベルス） 1999年4月 ISBN 4-334-07336-0
- 『「不要」の刻印』（カッパ・ノベルス） 2001年1月 ISBN 4-334-07415-4
- 『絶対零度』（講談社） 2002年2月 ISBN 978-4-06-211177-5
- 『住宅展示場の魔女』（集英社文庫） 2004年8月 ISBN 978-4-08-747734-4
- 『夏の魔法』（新潮社） 2005年6月 ISBN 978-4-10-408302-2
- 『愛の挨拶』（新潮社） 2007年8月 ISBN 978-4-10-408303-9
- 『聖乳歯の迷宮』（文春文庫） 2023年11月 ISBN 978-4-16-792129-3
- 『ごんぎつねの夢』（新潮文庫） 2024年4月 ISBN 978-4-10-127612-0

### 小説以外
- 『介護現場は、なぜ辛いのか 特養老人ホームの終わらない日常』（新潮社） 2009年5月 ISBN 978-4-10-408304-6 、のち 新潮文庫 2013年7月 ISBN 978-4-10-127611-3
- 『大往生したいなら老人ホーム選びは他人にまかせるな!』(光文社新書） 2012年4月 ISBN 978-4-334-03679-9
- 『65歳で人生を変える バラ色で生き抜くための計画』（サンデー毎日取材班共著、毎日新聞出版） 2016年2月 ISBN 978-4-620-32358-9